# Kungwea scabra
Genre
Espèce
Kungwea scabra, unique représentant du genre Kungwea, est une espèce d'opilions laniatores de la famille des Assamiidae.

## Distribution
Cette espèce est endémique de Tanzanie. Elle se rencontre vers Kungwe.

## Description
La femelle holotype mesure 6 mm.

## Publication originale
- Roewer, 1961 : « Einige Solifugen und Opilioniden aus der palaearctischen und äthiopischen Region. » Seckenbergiana Biologica, vol. 42, no 5/6, p. 479-490.